# 10 Batalion Pancerny

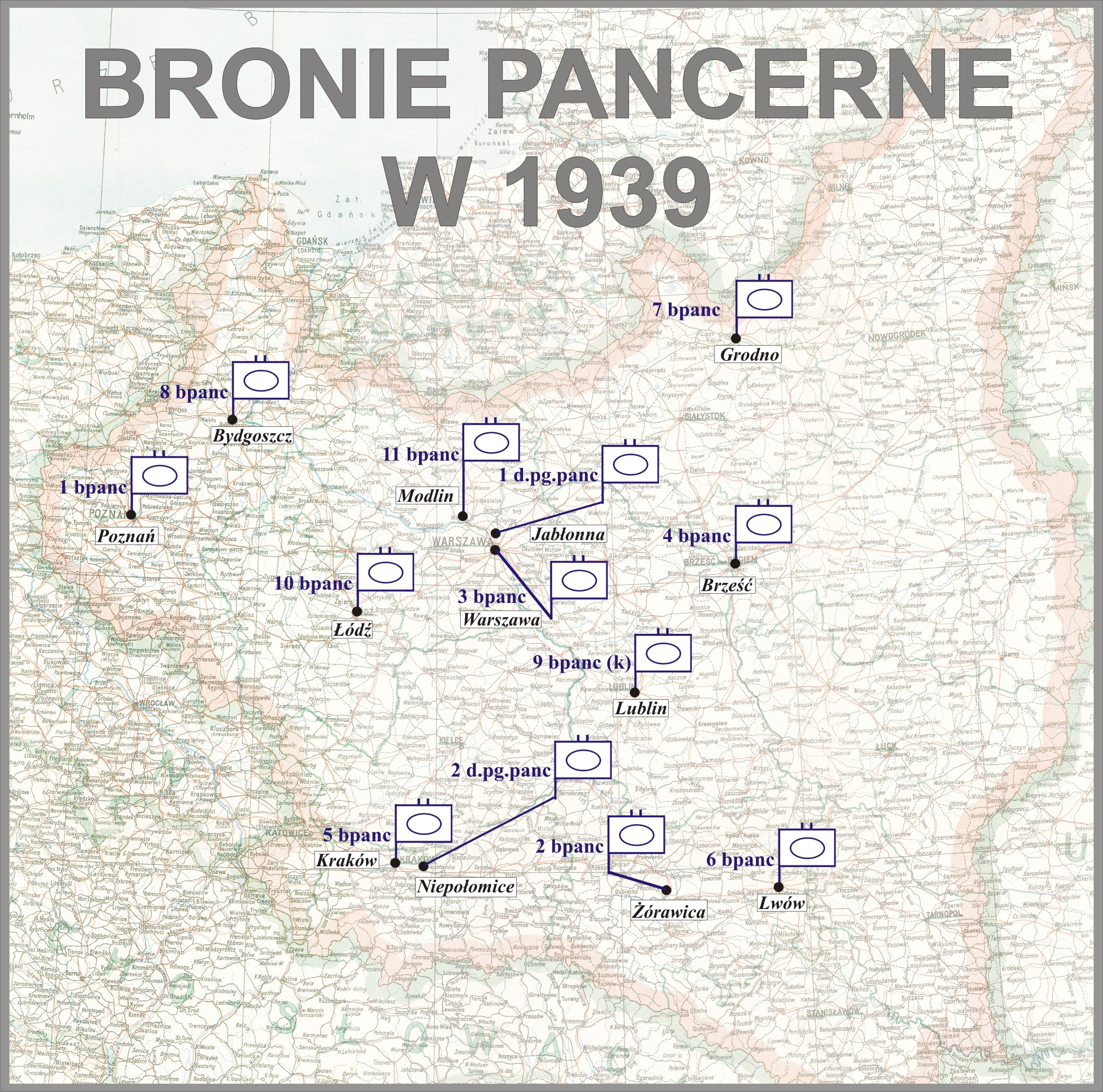
Bronie Pancerne Wojska Polskiego w 1939 przed wybuchem II wojny światowej

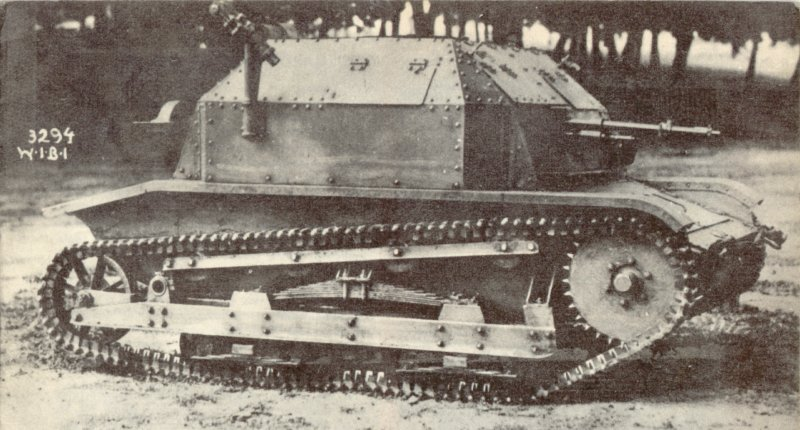
czołg TK-3

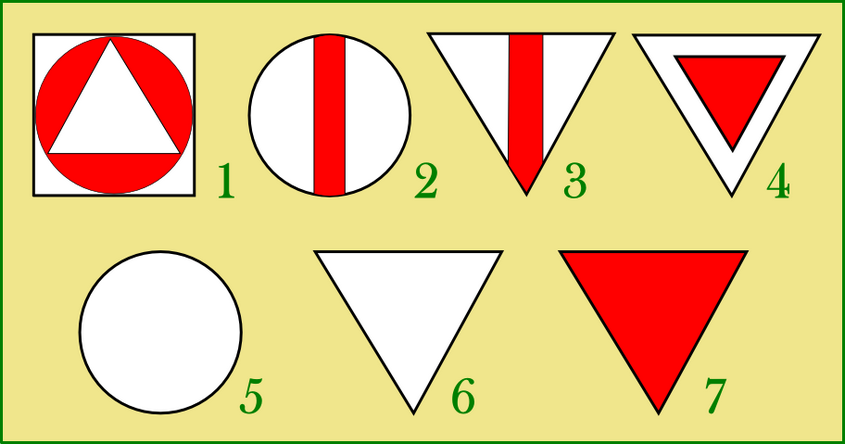
Znaki taktyczne malowane na czołgach lekkich i rozpoznawczych

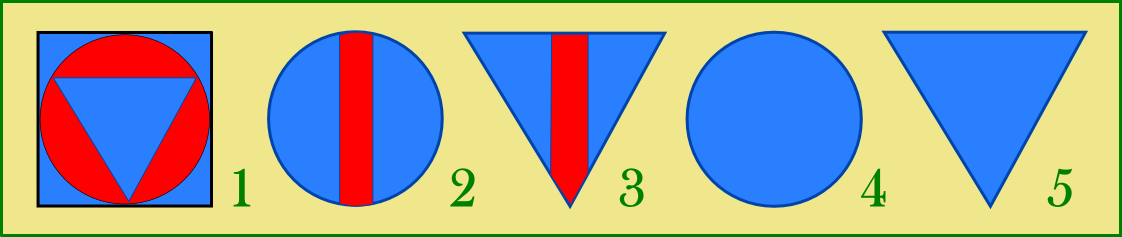
Znaki taktyczne malowane na pojazdach pancernych

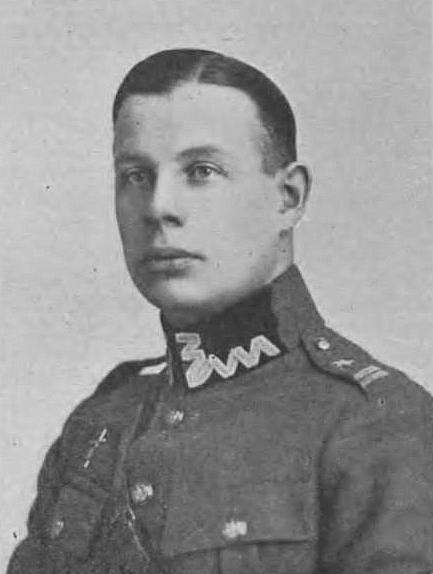
Mjr sam. Henryk Emil Cybulski

10 Batalion Pancerny (10 bpanc) – oddział broni pancernych Wojska Polskiego w II Rzeczypospolitej.
Batalion był jednostką wojskową istniejącą w okresie pokoju i spełniająca zadania mobilizacyjne wobec oddziałów i pododdziałów broni pancernej. Spełniał również zadania organizacyjne i szkoleniowe. Stacjonował w Łodzi. W 1939, po zmobilizowaniu jednostek przewidzianych planem mobilizacyjnym, został rozwiązany.

## Formowanie i zmiany organizacyjne
Od lata 1921 w garnizonie Łódź na terenie Okręgu Korpusu nr IV stacjonowała kadra 4 dywizjonu samochodowego. 14 listopada 1935 została ona przeformowana w kadrę 10 batalionu pancernego. 30 października 1937 kadra przekształcona została w 10 batalion pancerny. W tym samym pododdziały batalionu przeniesione zostały do Zgierza. Dowództwo pozostało w Łodzi do 1939. W maju 1937 jednostka została podporządkowana dowódcy 1 Grupy Pancernej. Batalion należał do typu II.
W 1939 batalion stacjonował w Zgierzu

## Organizacja pokojowa batalionu
- dowództwo
- kwatermistrzostwo
- pluton łączności
- 2 kompanie pancerne
- kompania rozpoznawcza
- kolumna samochodowa
- park
- kompania Junackich Hufców Pracy[c]

Według stanu z 15 lipca 1939 na ewidencji batalionu znajdowały się 33 czołgi rozpoznawcze TK-3, 88 samochodów ciężarowych, 29 samochodów specjalnych, 13 samochodów osobowych, 37 motocykli i 8 przyczep.

## Mobilizacja w 1939
Batalion był jednostka mobilizującą pododdziały broni pancernych, przewidziane w organizacji wojennej wojska, zgodnie z planem mobilizacyjnym "W". Po sformowaniu tych pododdziałów ulegał likwidacji, a nadwyżki ludzi i sprzętu przekazywał do ośrodków zapasowych broni pancernych.
W mobilizacji alarmowej, w grupie jednostek koloru żółtego, batalion formował:
- 41 samodzielną kompanię czołgów rozpoznawczych dla Armii „Łódź”
- 42 samodzielną kompanię czołgów rozpoznawczych dla Armii „Łódź”
- kolumnę samochodów sanitarnych typ I nr 401 (Fiat 621) dla Armii „Łódź” - dowódca: por. Bielanik
- kolumnę samochodów ciężarowych typ I nr 451 (Fiat 621) dla Armii „Łódź”; dowódca - por. Stanisław Wojcieszek
- kolumnę samochodów ciężarowych typ I nr 452 dla Armii „Łódź”[4]
- kolumnę samochodów ciężarowych typ I nr 453 (Fiat 621) dla Armii „Łódź”; dowódca - por rez. Wacław Gogut
- kolumnę samochodów osobowych nr 41 dla Armii „Łódź”[d]

W I rzucie mobilizacji powszechnej wystawiał:
- kolumnę samochodów sanitarnych PCK typ I nr 402 (Fiat 614) dla Armii „Łódź”
- kolumnę samochodów ciężarowych typ II nr 454 dla Armii „Łódź”; dowódca - por. rez. Jabłoński
- kolumnę samochodów ciężarowych typ II nr 455
- kolumnę samochodów ciężarowych typ II nr 456
- kolumnę samochodów ciężarowych w Kraju nr 41 dla OK IV
- kolumnę samochodów ciężarowych w Kraju nr 91 dla OK IX
- kolumnę samochodów ciężarowych i osobowych w Kraju nr 4 dla OK IV

W II rzucie mobilizacji powszechnej organizował:
- stały park broni pancernych nr 41[e] dla Armii „Łódź”; dowódca - Jerzy Rędziejewski

## Żołnierze batalionu
Dowódcy batalionu
- mjr Henryk Emil Cybulski
- mjr / ppłk Michał Piwoszczuk (– 1939)[3]

Podoficerowie batalionu
- Józef Mierzyński

## Organizacja i obsada personalna
| Obsada personalna batalionu w marcu 1939: | Obsada personalna batalionu w marcu 1939:   |
| Stanowisko                                | Stopień, imię i nazwisko                    |
| ----------------------------------------- | ------------------------------------------- |
| dowódca batalionu                         | ppłk Michał Piwoszczuk                      |
| I zastępca dowódcy                        | mjr Tadeusz III Wolski                      |
| I zastępca dowódcy (dubler)               | mjr kontr. Aleksander Aławidze              |
| II zastępca dowódcy                       | mjr Mieczysław Poniatowski                  |
| adiutant                                  | kpt. Jan Antoni Kurowski                    |
| lekarz medycyny                           | por. lek. Longinus Eugeniusz Pajewski       |
| kwatermistrz                              | kpt. Olgierd Władysław Czechowski           |
| oficer mobilizacyjny                      | kpt. Andrzej Walczak                        |
| I zastępca oficera mobilizacyjnego        | kpt. adm. (sap.) Teofil Janiszewski         |
| oficer administracyjno-materiałowy        | kpt. adm. (samoch.) Tadeusz Backiel         |
| oficer gospodarczy                        | kpt. int. Marian Lech                       |
| dowódca kompanii gospodarczej             | vacat                                       |
| dowódca plutonu przewozowego OK IV        | chor. Józef Tłokiński                       |
| dowódca plutonu łączności                 | por. Stanisław Wojcieszek                   |
| dowódca kompanii szkolnej                 | kpt. Jan Hodoń                              |
| instruktor                                | por. Zygmunt Wiktor Herniczek               |
| instruktor                                | por. Eugeniusz Jan Wiktor Bukowczyk         |
| dowódca kompanii pancernej                | kpt. Eugeniusz Kołodziejski                 |
| instruktor                                | por. Jacek Krzyszkowski                     |
| dowódca plutonu szkolnego                 | por. Ludwik Maldełło                        |
| dowódca kompanii czołgów rozpoznawczych   | kpt. Maciej Grabowski                       |
| dowódca plutonu technicznego              | kpt. Lucjan Zajączkowski                    |
| dowódca 1 plutonu                         | por. Jan Bień                               |
| dowódca 2 plutonu                         | por. Oskar Brunon Jazdowski                 |
| dowódca kolumny samochodowej              | por. Jerzy Zbigniew Radziejowski            |
| zastępca dowódcy                          | chor. Mieczysław Swiderski                  |
| komendant parku                           | kpt. Tadeusz Witanowski                     |
| kierownik warsztatów                      | vakat                                       |
| kierownik składnicy                       | chor. Marian Ostrowski                      |
| na kursie                                 | kpt. Ksawery Marian Pobóg-Pągowski          |
| na kursie                                 | por. piech. Mieczysław Bielenin             |
| na kursie                                 | por. kaw. Kazimierz Bronisław Edmund Huttel |

## Symbole batalionu
Sztandar
Zarządzeniem Prezydenta Rzeczypospolitej Polskiej z 25 marca 1938 nadano batalionowi sztandar. Jak wszystkie sztandary broni pancernych, posiadał on ujednoliconą prawą stronę płatu. Zamiast numeru oddziału, na białych tarczach między ramionami krzyża kawaleryjskiego występował Znak Pancerny. Znak ten umieszczony był również na przedniej ściance podstawy orła.
Na lewej stronie płatu sztandaru umieszczono:
- w prawym górnym rogu — wizerunek Matki Boskiej Częstochowskiej
- w lewym górnym rogu — wizerunek św. Michała
- w prawym dolnym rogu — godło Zgierza
- w lewym dolnym rogu — odznaka honorowa 10 batalionu pancernego

Uroczyste wręczenie sztandaru odbyło się 26 maja 1938 na Polu Mokotowskim w Warszawie. Sztandar wręczył reprezentujący Prezydenta RP i Naczelnego Wodza — minister spraw wojskowych gen. dyw. Tadeusz Kasprzycki.
Obecnie sztandar eksponowany jest w Muzeum Wojska Polskiego w Warszawie.
Odznaka pamiątkowa
22 grudnia 1937 minister spraw wojskowych, gen. dyw. Tadeusz Kasprzycki zatwierdził wzór i regulamin odznaki pamiątkowej 10 bpanc.
Odznaka ma kształt krzyża maltańskiego, pokrytego czarną emalią. Pośrodku srebrny smok. Brak jest danych o autorze projektu odznaki. Odznaki wykonywane były jedynie w wersji emaliowanej.